# Grenzpunkt
Ein Grenzpunkt ist ein geometrisch bestimmter, meist abgemarkter Knickpunkt, Schnittpunkt oder sonstig eingemessener Punkt im Verlauf einer Flurstücks- oder Grundstücksgrenze.
Grenzen in landwirtschaftlichem Gebiet und in Wäldern werden meistens durch Grenzsteine (früher auch als Marksteine bezeichnet) sichtbar gemacht, die frostsicher (d. h. mindestens 60 cm) im Boden vermarkt sind. In der Stadt verlaufen Grenzen im Regelfall an Mauern, Zäunen oder an Gebäudefluchten (Fluchtlinie). Hier werden z. B. auch Meißelzeichen verwendet.
Die Knickpunkte von Grenzen wurden in früheren Jahrhunderten gerne durch Grenz- oder Markbäume gekennzeichnet. Gerne nahm man dafür Eichen, Buchen oder Linden, denn diese Bäume erreichen ein hohes Alter und waren schwer zu fällen. Besonders die tiefwurzelnden Eichen können nur mit großem Aufwand entfernt werden, was verhindert, dass ein Grenzverlauf mutwillig verändert wird.

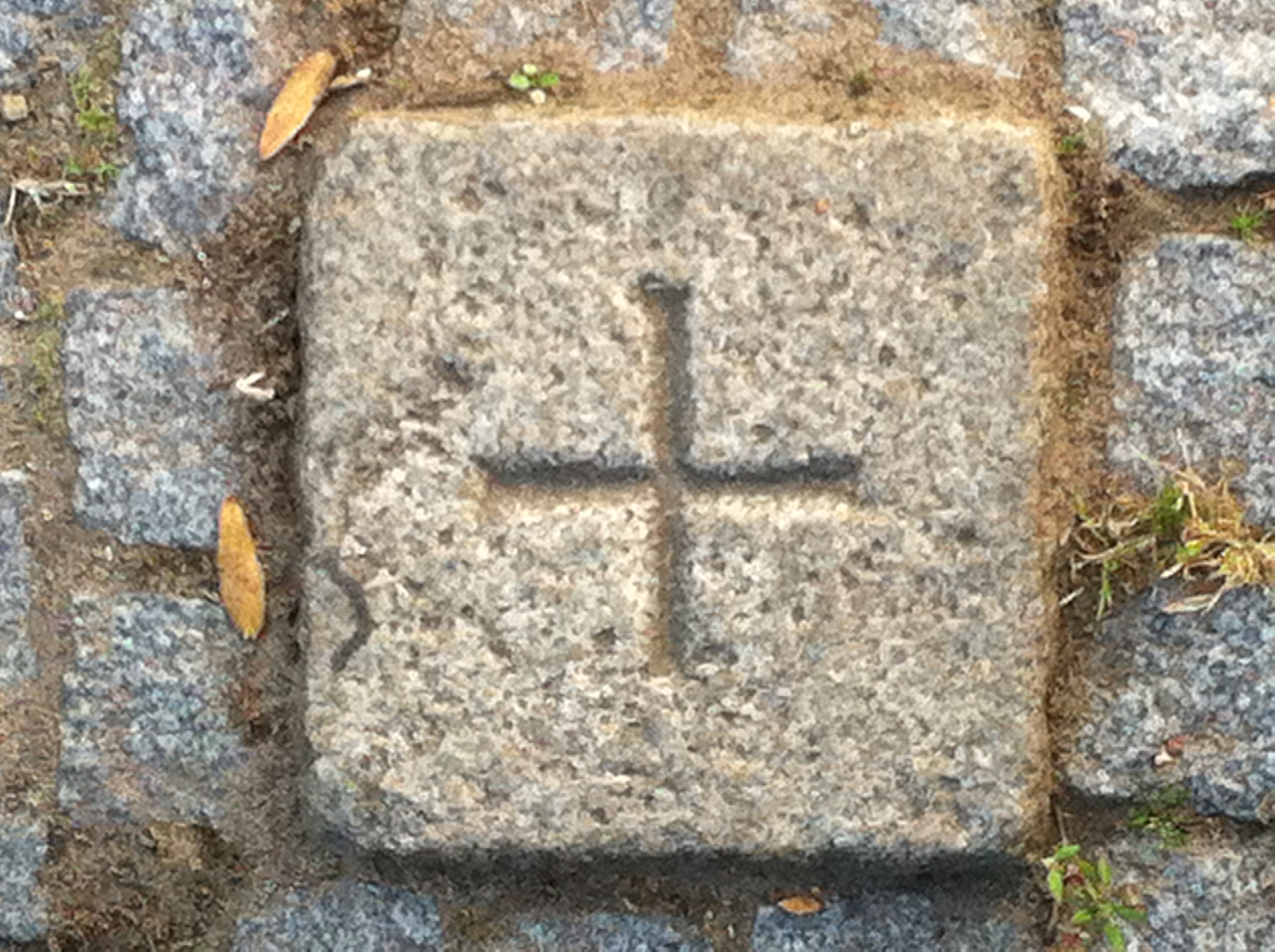
Grenzzeichen aus Granit mit geschliffener Kreuzkerbe
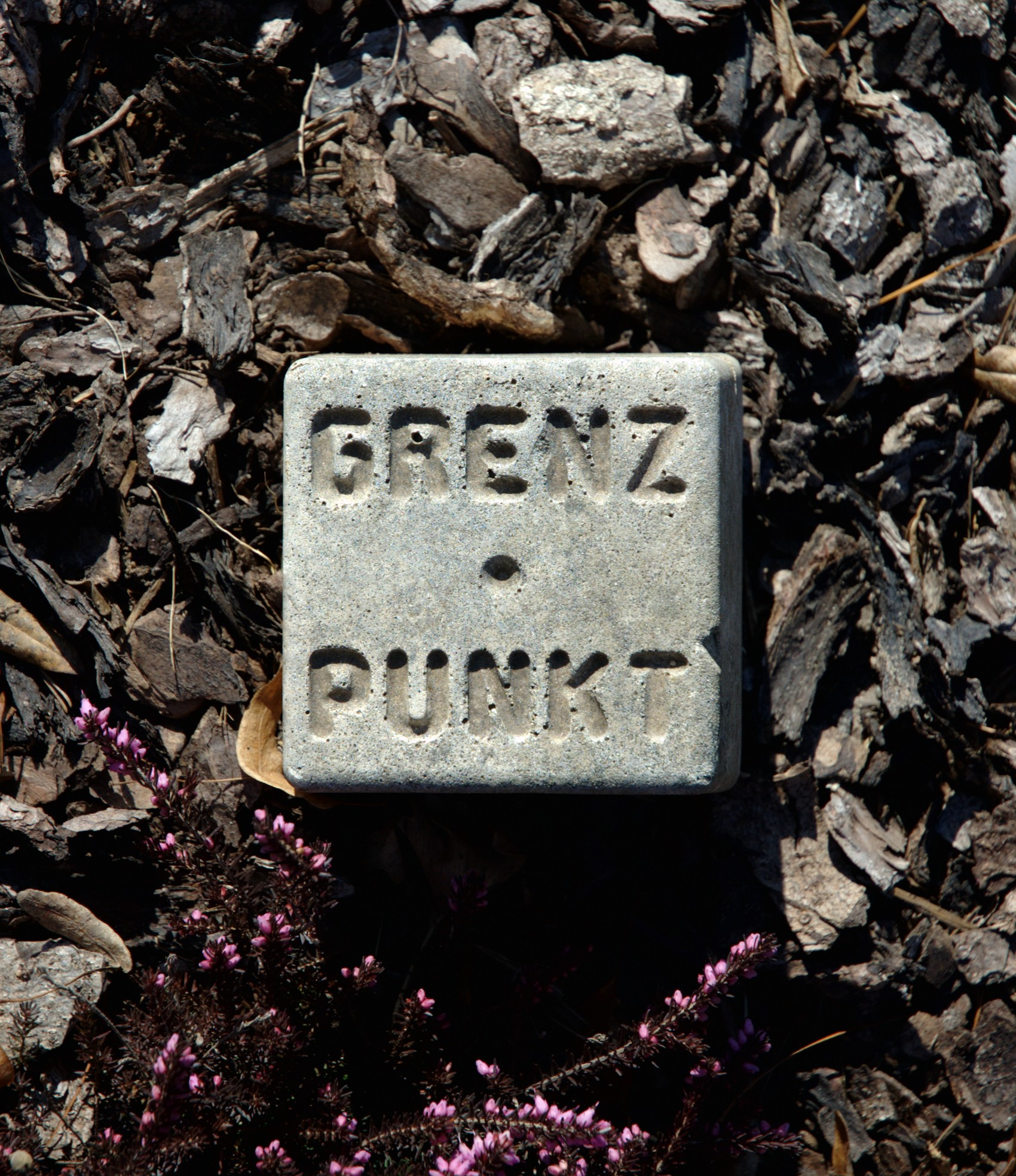
Grenzzeichen aus Beton mit kegeligem Loch und Beschriftung
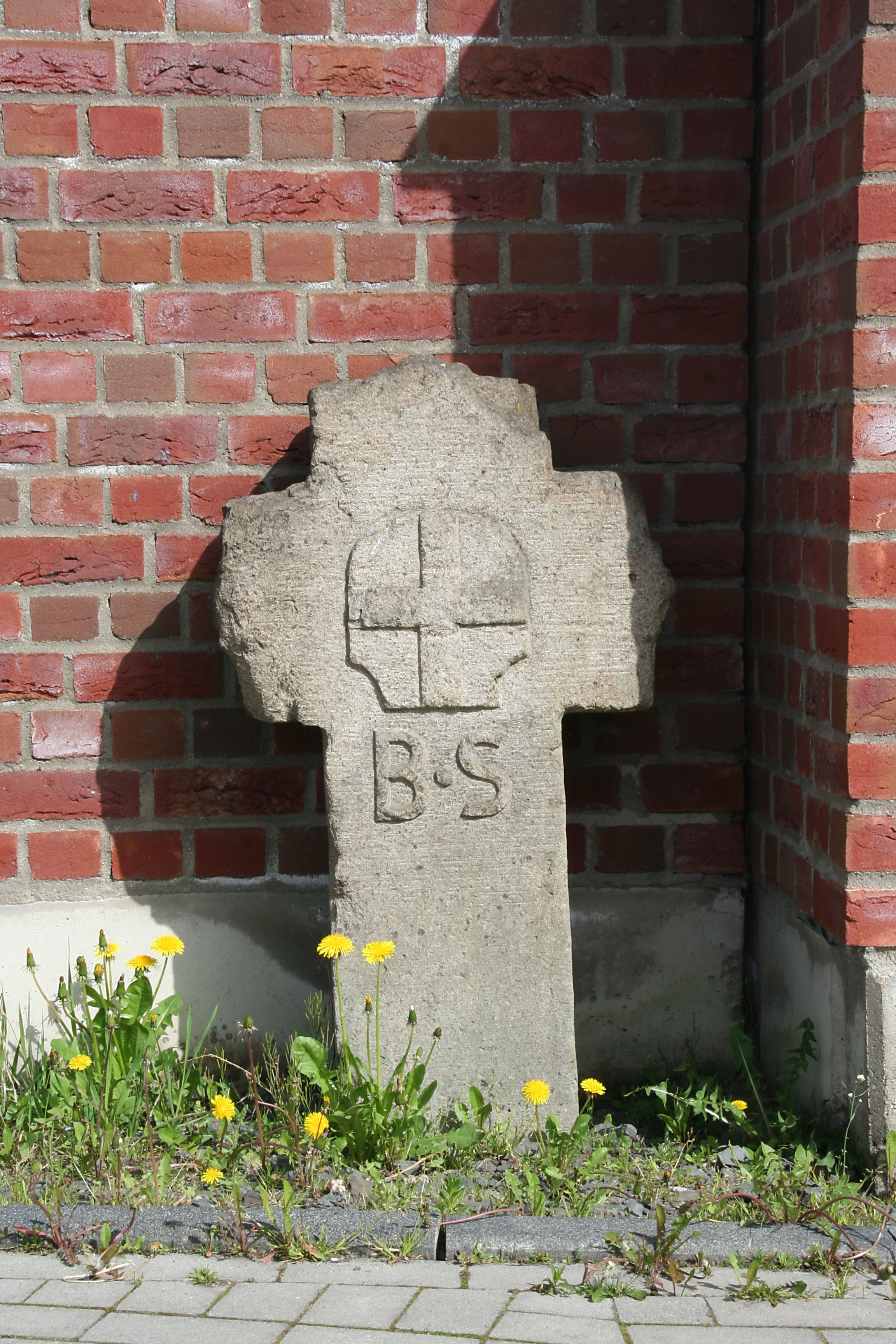
Spätmittelalterliches Grenzkreuz
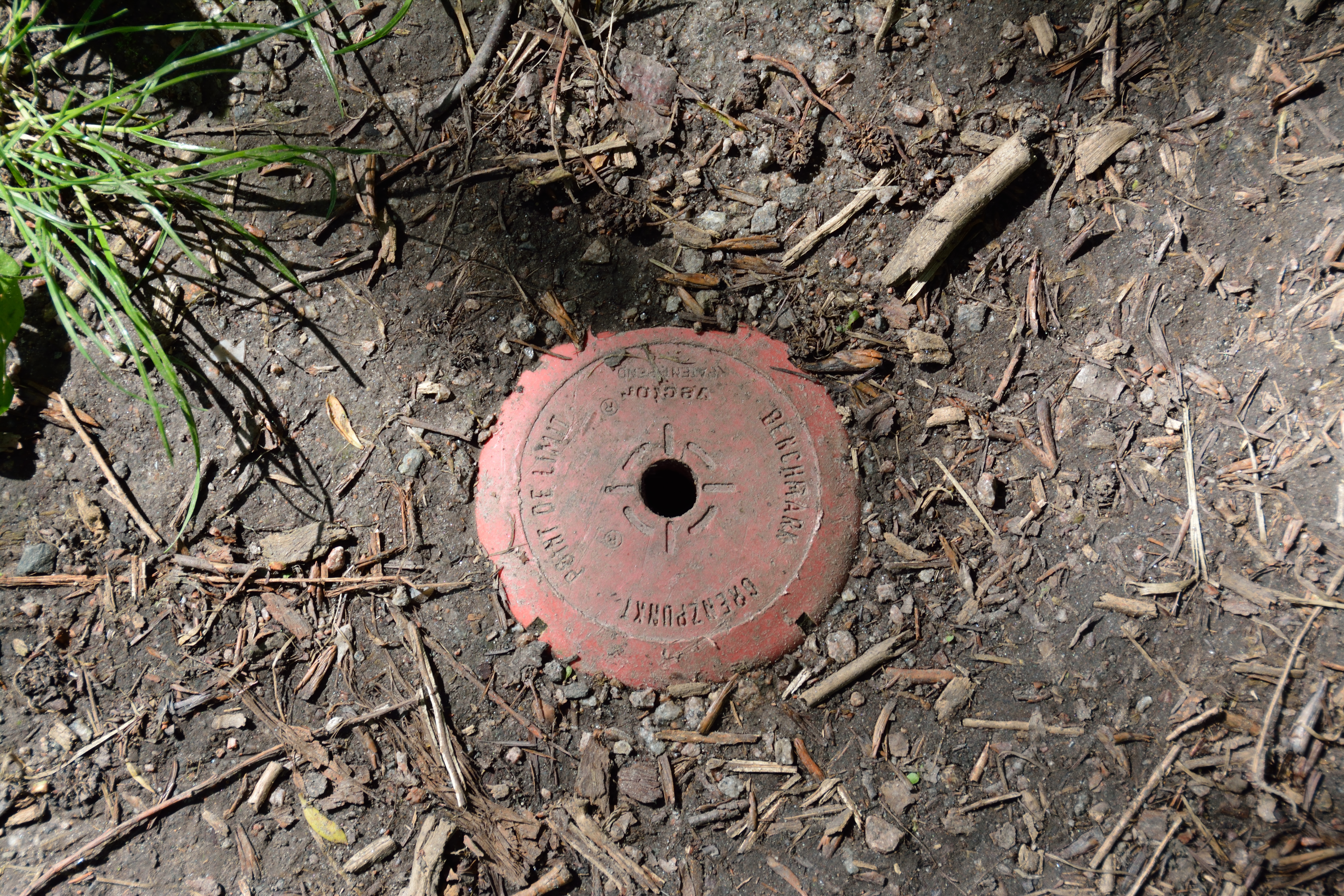
Grenzpunkt aus rotem GFK, Bohrung u. Kreuz, viersprachig beschriftet
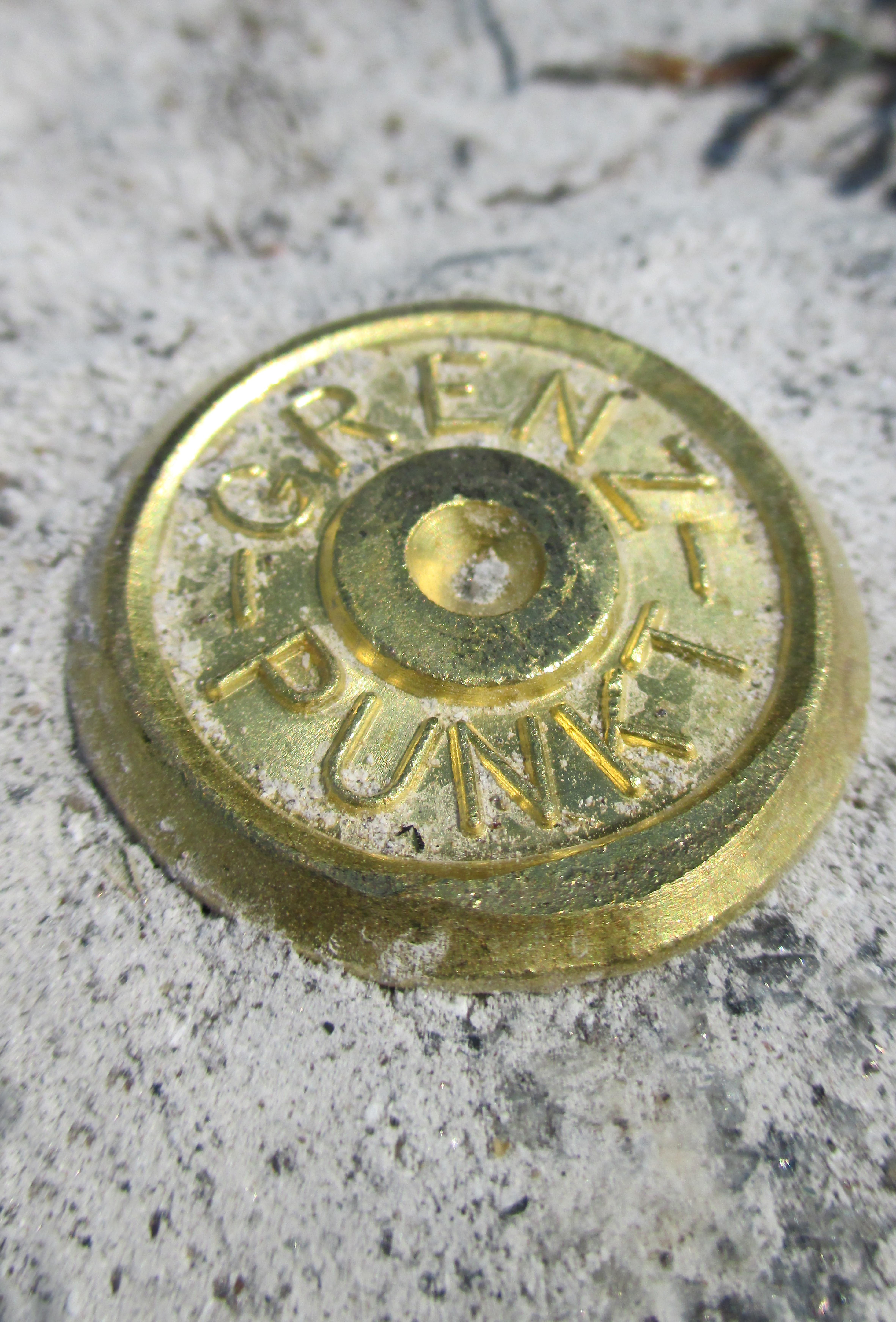
Grenzpunkt – Dresden – Friedhof Tolkewitz

Die Genauigkeit, mit der Grenzen vom amtlichen Vermessungsstellen eingemessen werden, hängt von den jeweiligen Bestimmungen der Bundesländer ab. Meist gibt es dabei verschiedene Genauigkeitsklassen. In (bsp. innerstädtischen) Gebieten mit hohen Grundstückswerten kann dabei die zulässige Abweichung geringer sein. Im neueren Kataster liegt jeder Vermessung das einheitliche Bezugssystem der Landesvermessung zugrunde, bei älteren Operaten kann es auch lokal sein. Die genaue Höhe von Grenzpunkten wird im Allgemeinen nicht bestimmt.

## Begriffsbedeutung
Mathematische  Grenzpunkte gibt es für kleinste oder größte Abstände benachbart verlaufende Kurven  oder sich schneidende Kurven. Sie gibt es auch  als  Ergebnis  endloser Grenzprozesse, bei denen  einer Grenzgröße, mit einem Grenzpunkt am theoretischen Prozessende,  zugestrebt wird.

### Grenzpunkte von arithmetischen Grenzprozessen
Die Rechengrößen sind Zahlen. Der Grenzprozess setzt das Grenzwert-Ergebnis sequenziell zusammen.  Hierbei   sind die grundsätzlichen Rechenoperationen:   Addition; Subtraktion; Multiplikation; Division und Quadratwurzel. (+, -, ×, ÷ und  sqrt{}).
Beispiele:
- Grenzwert mit einem Grenzpunkt  ist ein  Verhältnis              1/3 = lim(x→2) 1/(x^2-1)

- Grenzwert mit einem Grenzpunkt ist ein  Verhältnis            1/3 = 1/2-1/4+1/8-1/16+ …

- Grenzwert mit einem Grenzpunkt ist das Kreisverhältnis     πZahl = Zahl des Kreisumfangs / Zahl des Kreisdurchmessers
Für die verschiedenen Verhältnis-Größen und insbesondere die  πZahl-Berechnung bzw, - Konstruktion haben bedeutende Mathematiker vom 15. bis zum 19. Jahrhundert unterschiedliche unendliche Reihen und Produkte hergeleitet.

### Grenzpunkte von geometrisch konstruierten Grenzprozessen
Rechengrößen sind hier Strecken-, Kreisbögen und auch Winkel. Ihr Ausdehnungsende wird von einem Streckenendpunkt oder einem Kreisbogen-Endpunkt markiert. Der Grenzpunkt wird als Schnittpunkt einer konstruierten Folgepunkte-Kurve mit einer Koordinaten-Achse oder einer anderen Kurve erzeugt. Das folgende Bildbeispiel zeigt wie mit einem   sequenziellen Vorgehen das Kreisverhältnis Schritt um Schritt immer genauer (bei  höherer Quantisierung) durch den immer weiter  gerade gestreckten Kreisbogen gleicher Länge dargestellt wird.    

Kreisverhältnis

Ein anderes Beispiel für einen klassisch konstruierten Grenzprozess, wurde im Buch N. Fialkowski,  „Theilung des Winkels und des Kreises“ Wien, Druck und Verlag von Carl Gerolds´Sohn 1860 , auf Seite 11 erstmals veröffentlicht.
Dem Grenzpunkt = α/3 wird hier mit einer alternierenden Summe natürlicher Drehungsgrößen, gemäß
α/3 = α/2 - α/4+ α/8 - α/16 + … ,

zugestrebt.